# Acton (London)
 For alternative betydninger, se Acton. (Se også artikler, som begynder med Acton)
Acton, London er et område (tidligere landsby) i det vestlige London. Administrativt en del af den administrative bydel (Borough) Ealing. Den ligger omkring 10 km fra Charing Cross.
Mindst ti andre byer i den engelsktalende verden hedder også Acton.
51°30′38″N 0°15′46″V / 51.5105°N 0.2627°V